# Park Narodowy Guindy
Park Narodowy Guindy – park narodowy położony w stanie Tamil Nadu w południowych Indiach. Jeden z najmniejszych parków narodowych Indii (2,7 km² powierzchni) i jeden z nielicznych parków położonych w obrębie miasta, w tym przypadku miasta Ćennaj. Park został założony w 1977 roku. 

## Charakterystyka parku
Teren parku obejmuje suche lasy liściaste i zarośla podrównikowe z dominującymi krzewami akcji.

## Flora
Na terenie parku poza krzewami akcji występują również sandałowce, figowce i czapetki kuminowe.

## Fauna
W parku mieszka zagrożona wyginięciem populacja antylopy garna sprowadzonej na obszar dzisiejszego parku w 1924 roku. Poza tym występują to również ponad 130 gatunków ptaków, w tym bieliki białobrzuche i trzmielojady.